# Peter O'Leary (författare)
Peter O’Leary (irländska: Peader Ua Laoghaire), född i april 1839 i Clondrohid, Cork, död den 21 mars 1920 i Castlelyons, var en irländsk författare och präst i katolska kyrkan. Han var en av de första författarna på irländsk gaeliska i modern tid.

## Biografi
O’Leary föddes i socknen Clondrohid, County Cork, och växte upp med att tala dialekten Munster-irländska i Muskerry Gaeltacht. Han var en ättling till Carrignacurra-grenen av ätten O'Laoire av den antika Corcu Loígde. 
Han studerade vid St Patricks College, Maynooth och prästvigdes av romersk-katolska kyrkan 1867. Han blev kyrkoherde i Castlelyons 1891, och det var där som han skrev sin mest berömda berättelse, Séadna, och framförde det som en brasaftonsberättelse till tre små flickor. 
Séadna var det första stora litterära verket av den framväxande gaeliska väckelsen. Det publicerades som en följetong i Gaelic Journal från 1894, och gavs ut i bokform 1904. Handlingen i berättelsen rör ett avtal som skomakaren Séadna antog med "den mörka mannen". Även om berättelsen är rotad i folkloren som författaren hört från shanachies vid elden under sin ungdom, har den också ett nära samband med den tyska legenden om Faust.
Förutom Séadna skrev O’Leary en självbiografi som heter Mo Sgéal Féin ("My Own Story"). Dessutom översatte han några berättelser om medeltida gaelisk litteratur till moderna irländska, såsom Eisirt och An Cleasaí, och översatt en förkortad version av berättelsen om Don Quijote till sin lokala dialekt av irländska.
O’Leary blev känd för sitt stöd för caint na ndaoine, till nuvarande irländska språket hellre än alla försök att återuppliva äldre former av irländska. Men han gjorde också noggranna distinktioner mellan vad han såg som bra irländska och dålig irländska.